# Gnatholea faceta
Gnatholea faceta là một loài bọ cánh cứng trong họ Cerambycidae.